# Orgel van de Sint-Rafaëlkerk in Utrecht
Het orgel van de Sint-Rafaëlkerk in de Nederlandse stad Utrecht is in 1856 gebouwd voor het jezuïetenklooster in Culemborg door de familie Loret. In 1915 werd het verbouwd door Maarschalkerweerd & Zonen. Onder leiding van Elbertse - leerling en opvolger van Michaël Maarschalkerweerd - verhuisde het orgel nog een aantal keer, totdat het in 1974 in de Heilige Geestkerk terechtkwam. In 1984 en 2006 is het orgel door dezelfde firma gerestaureerd.
De dispositie van het orgel:
| Hoofdwerk (C-f3): |                |
| Prestant          | 8'             |
| Holfluit          | 8'             |
| Prestant          | 4'             |
| Fluit             | 4'             |
| Quintadena        | 3'             |
| Octaaf            | 2' (1974)      |
| Cornet III sterk  | discant (1974) |
| Trompet           | 8'             |

| Nevenwerk (C-f3): |    |
| Bourdon           | 8' |
| Salicionaal       | 8' |
| Viola de Gamba    | 8' |
| Fluit             | 4' |
| Flageolet         | 2' |

| Pedaal (C-d1) : |            |
| Bourdon         | 16' (1974) |

| Koppelingen:          |
| Pedaal - Hoofdwerk    |
| Hoofdwerk - Nevenwerk |